# Erigonella ignobilis
Erigonella ignobilis là một loài nhện trong họ Linyphiidae. Chúng được định danh khoa học năm 1871 bởi Octavius Pickard-Cambridge.